# Enrique Alessio
Enrique Carmelo Alessio (* 8. Januar 1918 in Buenos Aires; † 8. September 2000 in Mar del Plata) war ein argentinischer Bandoneonist, Arrangeur und Komponist.

## Leben
Alessio trat ab 1935 in einem Bandoneontrio mit Manuel Daponte und Luis Bonnat auf, bis ihn der Pianist Osvaldo Pugliese in sein Orchester holte. Die weiteren Mitglieder waren die Bandoneonisten Osvaldo Ruggiero und Alberto Armengol, die Geiger Enrique Camerano, Julio Carrasco und Jaime Tursky, der Kontrabassist Aniceto Rossi und der Sänger Amadeo Mandarino. Das Orchester debütierte 1939 im Café El Nacional, und Alessio gehörte ihm bis Ende 1944 an. Er trennte sich von Ruggiero, als ihn der Sänger Alberto Castillo als Nachfolger des Geigers Emilio Balcarce als Arrangeur und Bandleader seines Orchester engagierte, dem u. a. die Bandoneonisten Ángel Condercuri, Luciano Leocatau und Antonio Scelza, der Kontrabassist Francisco De Lorenzo und der Pianist César Zagnoli angehörten. 1948 folgte er Emilio Balcarce als Bandleader des Orchesters von Alberto Marino nach. Mit diesem entstand die Aufnahme des Tangos Mano cruel.
1949 nahm er mit einem eigenen Orchester beim Label Odeon das Instrumentalstück Tiny von Pedro Maffia, Alberto Puglieses El remate und Alejandro Junnissis El recodo und Mi Buenos Aires querido (mit dem Sänger Mario Delía) auf. Von 1950 bis 1957 war er Lead-Bandoneonist des Orchesters von Juan D’Arienzo. Diesem gehörten die Bandoneonisten Carlos Lazzari, Aldo Junnissi und Felipe Ricciardi, die Geiger Cayetano Puglisi, Blas Pensato, Jaime Ferrer und Clemente Arnaiz, der Kontrabassist Virgilio Victorio und der Pianist Fulvio Salamanca an. Die Sänger waren Alberto Echagüe, mit dem die Aufnahme Un tango para mi vieja entstand, und Roberto Lemos.
Danach kehrte Alessio zum Label Odeon zurück und nahm dort mit einem eigenen Orchester und den Sängern Hugo Soler und José Berón mehrere Titel auf: mit Soler Ríe payaso, mit Berón Milonguita, Por las calles del tango und Y no pediste perdón, außerdem die Instrumentalstücke La cumparsita und Catamarca. Auch als Komponist hatte Alessio einigen Erfolg. Der Stadtrat von Buenos Aires zeichnete ihn in Anerkennung seiner Verdienste 1999 mit dem Kulturpreis der Stadt aus.

## Kompositionen
- Se lustra señor (mit Alberto Castillo)
- Cantemos corazón (aufgenommen von Libertad Lamarque und Carlos Di Sarli)
- Mi amor y tu amor
- Te odio y te quiero
- Pero te seguiré queriendo
- De corazón a corazón
- Papá
- Un vals para mamá
- Bien porteña
- Julie (aufgenommen von Osvaldo Pugliese)